# Manettia evenia
Manettia evenia är en måreväxtart som beskrevs av Thomas Archibald Sprague. Manettia evenia ingår i släktet Manettia och familjen måreväxter. Inga underarter finns listade i Catalogue of Life.